# Навалихин, Иван Григорьевич
Иван Григорьевич Навалихин (1842—1884) — физиолог, доктор медицины, преподаватель Казанского ветеринарного института, автор ряда статей по медицине.

## Биография
Иван Навалихин родился в 1842 году. По окончании курса в гимназии Троицка, а затем в Императорском Казанском университете  на медицинском факультете, Навалихин отправился на Урал, где в течение нескольких лет занимался частной практикой. 

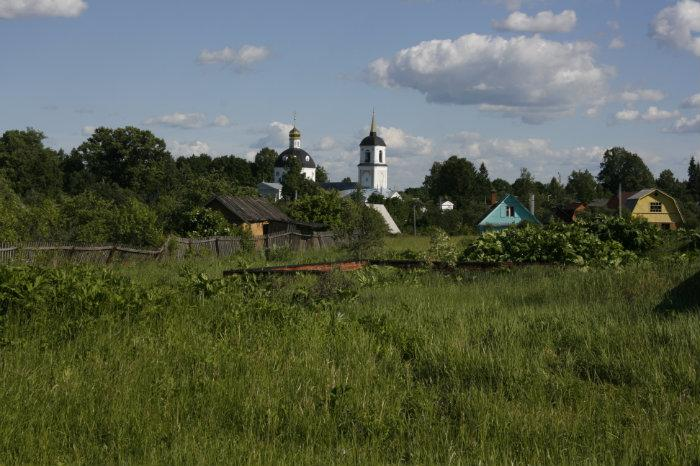
Шипулино

Вернувшись в 1869 году снова в Казань, он занял в университете должность ассистента по кафедре физиологии. Защитив в начале 1874 года докторскую диссертацию «Напряжение мозга и его взаимные соотношения с кровообращением», он в том же году был командирован на два года за границу для приготовления к кафедре физиологии. Во время своей службы ассистентом при физиологической лаборатории Казанского университета Навалихин, изготовил собрание анатомических препаратов по кровеносной и нервной системе, хранящееся в Казанском университете. 
За границей Навалихин посетил многие университетские лаборатории. Вернувшись в Казань, он получил должность преподавателя физиологии, гистологии и эмбриологии в ветеринарном институте, в котором и проработал до самой смерти. 
Иван Григорьевич Навалихин умер 30 июня 1884 года в деревне Шипулино, близ города Клина.